# Sơn ca mũ đỏ
Sơn ca mũ đỏ ([[tên khoa học: Calandrella cinerea), là một loài chim trong họ Alaudidae.
Loài này sinh sản ở vùng cao nguyên phía đông châu Phi từ phía nam của Ethiopia và phía bắc Somalia. Ở phía nam, phạm vi của sơn ca mũ đỏ trải dài khắp lục địa đến Angola và phía nam tới Mũi Hảo Vọng ở Nam Phi.

## Mô tả
Chim vành khuyên đỏ là loài chim dài từ 14 đến 15 cm, với tư thế thẳng đứng điển hình. Màu sắc của phần trên có sọc từ xám đến nâu có thể thay đổi, với các phân loài khác nhau về màu sắc và độ sáng, nhưng loài này dễ dàng được xác định bởi chiếc mũ xù, phần dưới màu trắng và vai màu đỏ. Phần mào đầu ngắn thường không được chú ý trừ khi nó được nâng lên trong lúc thu hút con cái.
Con đực có bộ lông đỏ hơn và mào dài hơn con cái. Con non thiếu nắp và vai màu đỏ của con trưởng thành, có đốm đen trên vú và đốm trắng ở phần trên màu nâu sẫm.
Tiếng gọi của chim sơn ca mũ đỏ là tshwerp giống như một con chim sẻ, và tiếng hót, được đưa ra trong lúc bay, là một mớ hỗn độn của các cụm từ du dương treee, treee, tip-tip, tippy, tippy tippy . Nó cũng bắt chước các loài chim khác.